# Pirojardinería

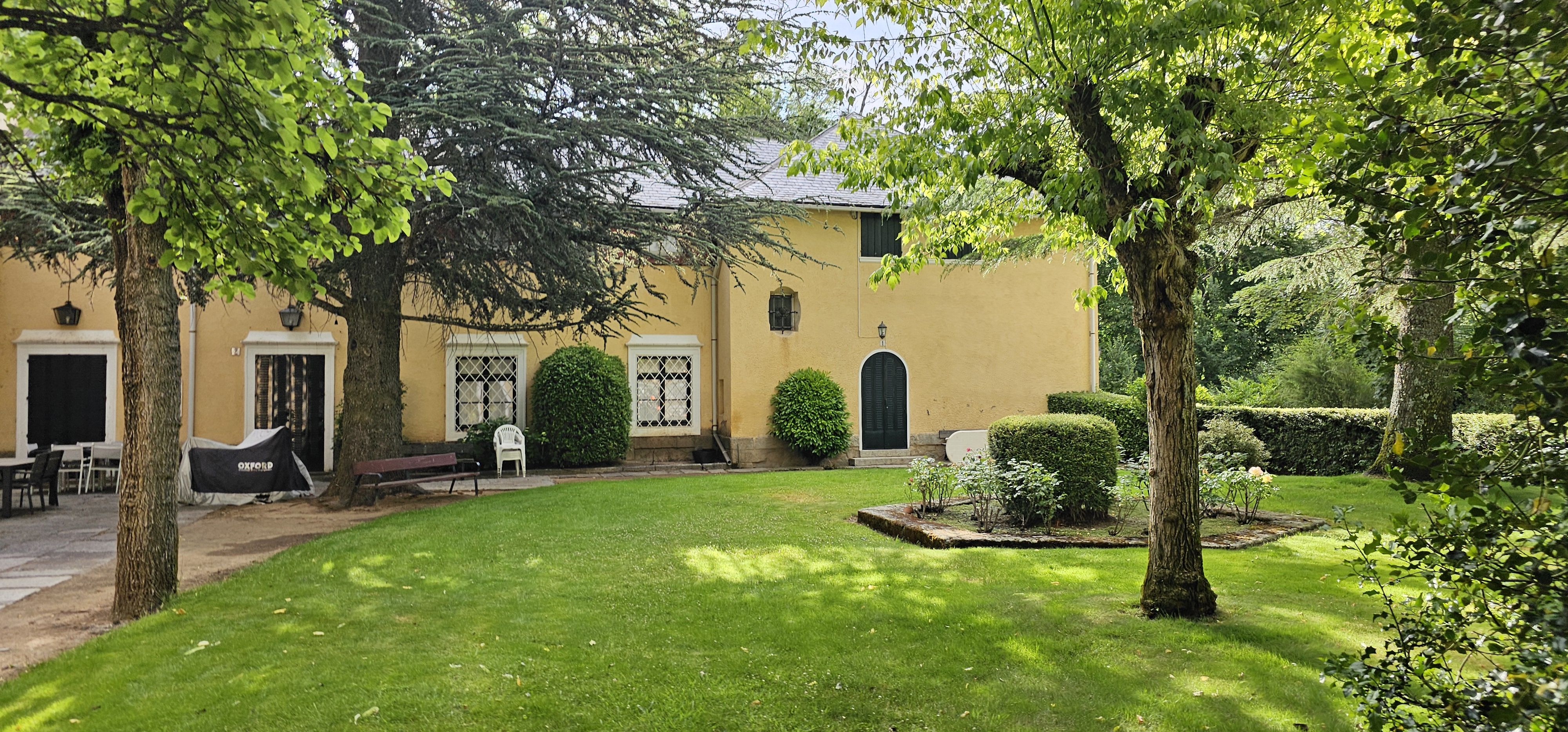
Estructura ajardinada con un adecuado mantenimiento que ha resistido el impacto de un incendio. Ciudad Ducal, Las Navas del Marqués (Ávila) junio de 2024.

La pirojardinería es una técnica de jardinería orientada a la prevención y reducción de riesgos asociados a incendios forestales en zonas de interfaz urbano-forestal (IUF). Este concepto combina el diseño paisajístico con medidas de autoprotección, buscando minimizar la propagación del fuego y mitigar sus efectos en áreas habitadas cercanas a bosques o terrenos forestales.

## Origen del concepto
El término "pirojardinería" proviene del griego antiguo "pyr" (fuego), y fue acuñado para referirse a la creación de jardines que, además de cumplir funciones estéticas y ecológicas, actúan como barreras naturales contra el fuego. 
La pirojardinería surge como respuesta a la creciente amenaza de los incendios forestales en zonas habitadas, especialmente en áreas donde el crecimiento urbano se encuentra en contacto directo con terrenos forestales, generando situaciones de alto riesgo.

## Objetivos

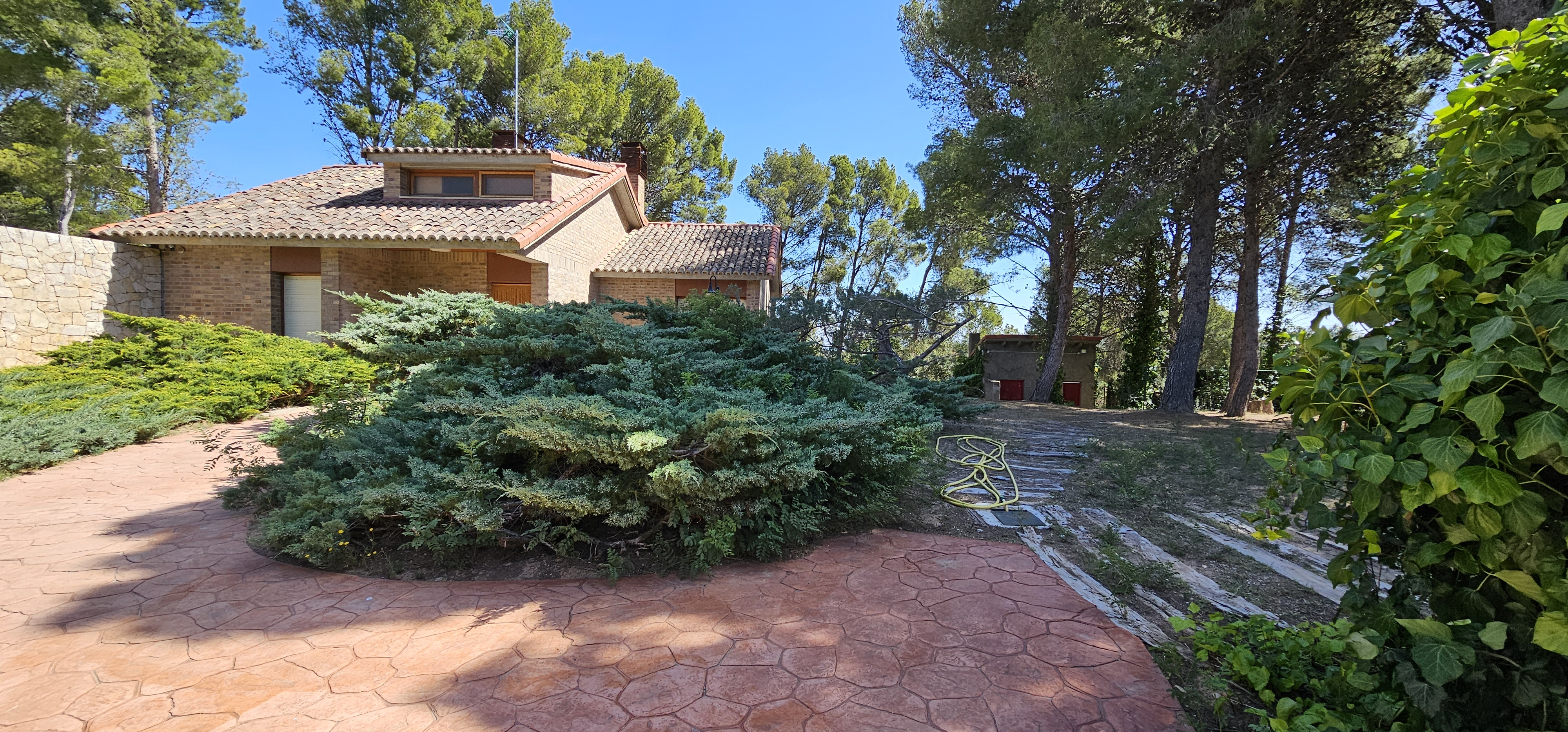
Las plantas del género de coníferas de la familia de los cipreses (Cupressaceae) son altamente inflamables y suponen un riesgo para las viviendas cuando están presentes en los jardines. La Muela, Zaragoza, mayo 2024

El principal objetivo de la pirojardinería es transformar los espacios ajardinados en áreas de baja combustibilidad, capaces de dificultar la propagación de incendios forestales. Entre los objetivos específicos se encuentran:
- Reducir la continuidad del combustible vegetal: Esto disminuye la velocidad de propagación del fuego.
- Controlar la cantidad de vegetación: Menor cantidad de material combustible significa menos energía liberada en caso de incendio.
- Evitar el contacto directo entre vegetación y edificaciones: Así se reduce el riesgo de ignición directa de las viviendas.
- Promover el uso de especies vegetales menos inflamables: Se utilizan plantas con alto contenido de humedad o con baja inflamabilidad.

## Principios de diseño

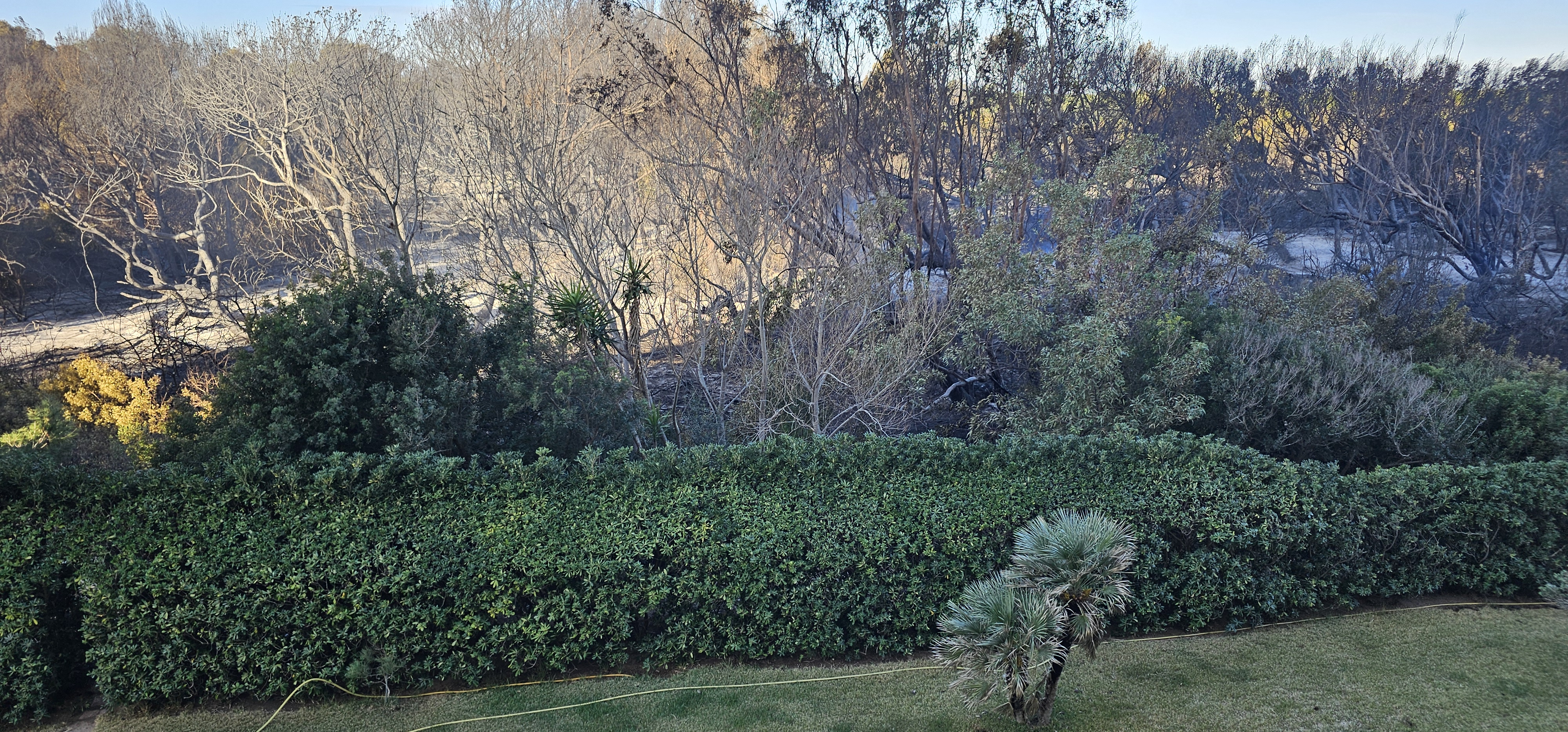
Los elementos vegetales y artificiales (pérgolas, mobiliario, montones de leña...) que conforman el jardín determinarán la forma de arder en caso de incendio forestal y condicionan la seguridad de las viviendas. Ciudad Ducal, Ávila. Junio de 2024

La pirojardinería promueve un diseño multifuncional de los jardines, integrando tanto criterios estéticos como preventivos en donde los jardines de las zonas de interfaz urbano-forestal actúan como cortafuegos verdes, protegiendo tanto las viviendas como las masas forestales.
Las medidas incluyen:
- Elección adecuada de especies vegetales: Se priorizan plantas autóctonas, de baja inflamabilidad, que resistan mejor el fuego. Por ejemplo, especies como el madroño (Arbutus unedo) o el olivo (Olea europaea) son comunes en la pirojardinería.
- Gestión y mantenimiento del jardín: Se recomienda mantener una baja densidad de vegetación y evitar la acumulación de restos vegetales secos, que podrían actuar como material combustible.
- Zonas de discontinuidad: Se crean áreas libres de vegetación o con vegetación de baja combustibilidad alrededor de las viviendas, para reducir el impacto del fuego.

## Aplicación

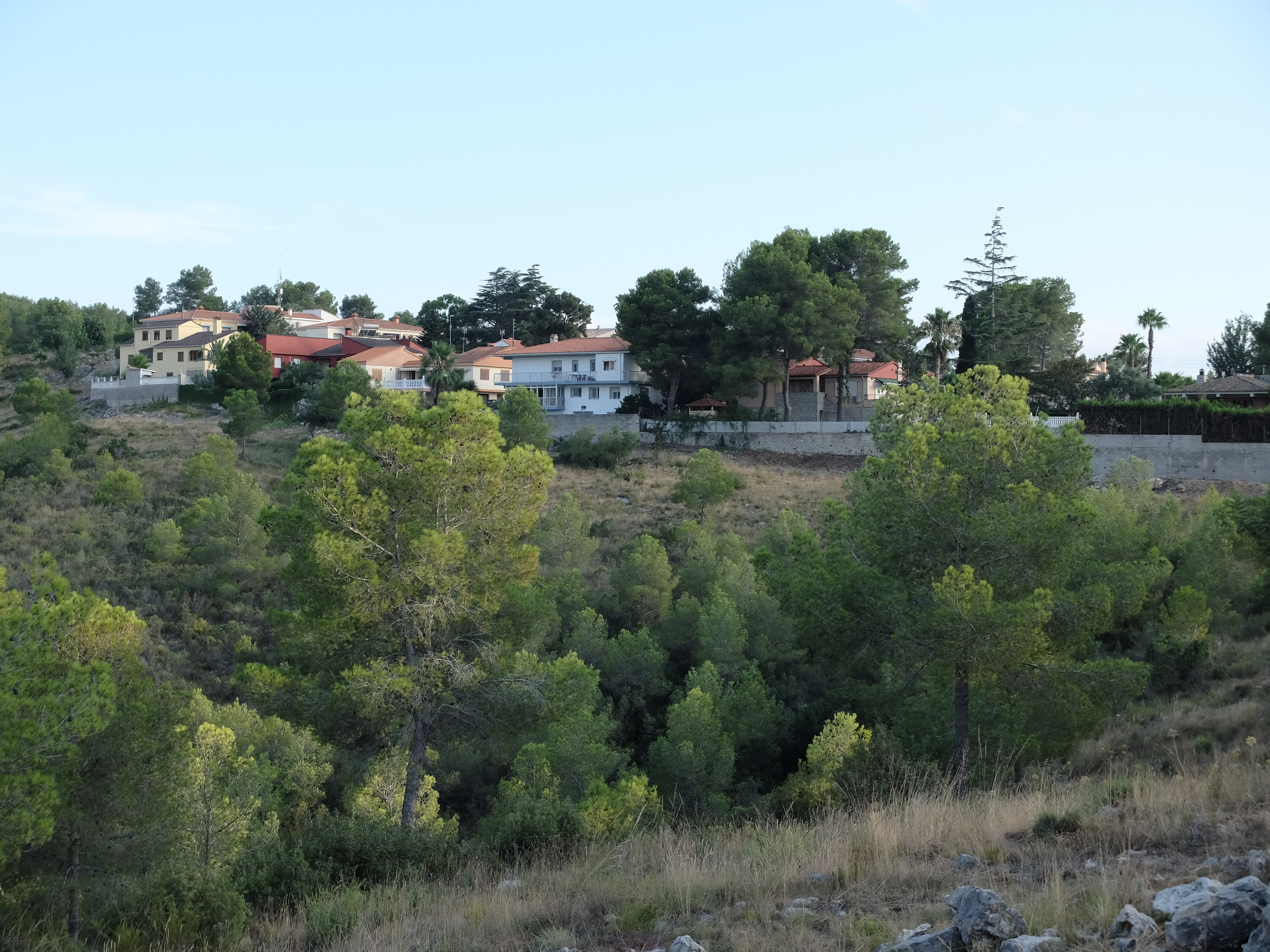
Ejemplo de Interfaz Urbano Forestal en la que las viviendas están en contacto con el monte.

La pirojardinería se aplica principalmente en zonas de interfaz urbano-forestal, como urbanizaciones cercanas a bosques o casas aisladas en terrenos forestales. Estas áreas son particularmente vulnerables a los incendios, y la pirojardinería proporciona una solución eficaz para reducir el riesgo, mejorando al mismo tiempo la integración paisajística de las viviendas en su entorno natural.